# Meroglossa sulcifrons
Meroglossa sulcifrons är en biart som först beskrevs av Smith 1853.  Meroglossa sulcifrons ingår i släktet Meroglossa och familjen korttungebin. Inga underarter finns listade i Catalogue of Life.

## Bildgalleri

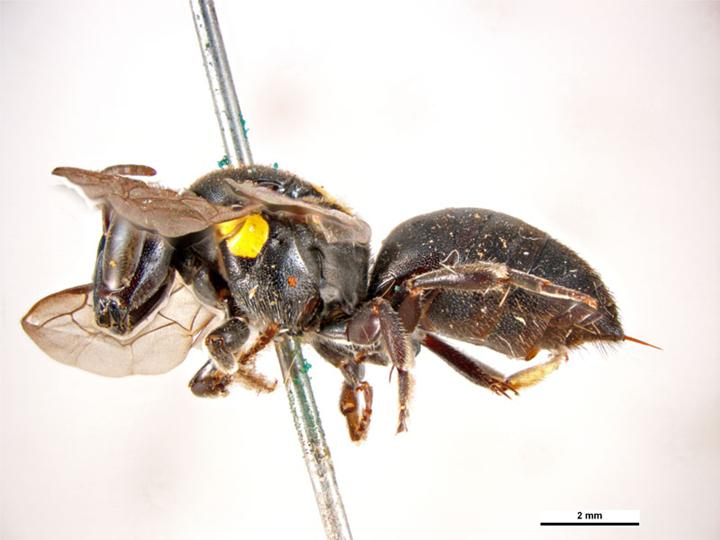
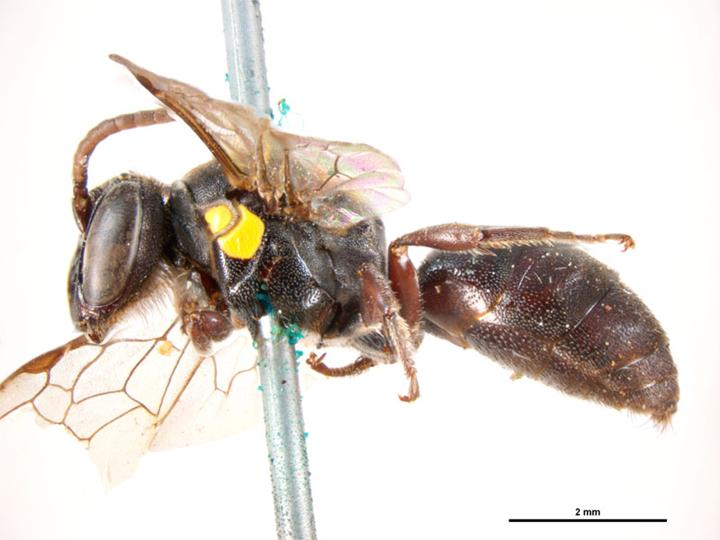